# 上田燿司
上田燿司（日语：／ Ueda Yōji，1971年8月7日—）是日本男性聲優，Amuleto所屬。
兵庫縣出身。舊名上田陽司（讀法相同），2008年4月1日改為此名。妻子為同是聲優的永島由子，並育有1兒。

## 人物
- 多數作品都飾演配角，從少年到老人、善人到惡人皆曾飾演。

## 演出作品
※粗體字為主要角色

### 電視動畫
2001年
- 頑皮小白貂（救急隊員A、寵物店店長）
- 棋靈王（外來受驗生）

2002年
- 攻殼機動隊 STAND ALONE COMPLEX（SP）
- 無敵金剛009 THE CYBORG SOLDIER（隊員）
- 火影忍者（蛤蟆吉、夢火）
- 彩夢芭蕾（學生）

2003年
- 妮嘉尋親記（刑事、警部）
- 一騎當千（夏侯惇元讓、甘寧、辮髮男）
- 最遊記RELOAD（村人）
- 廢棄公主（兵士B）
- 初音島（東尼、叢林保護官2號）
- 急救超人兵團
- 偵探學園Q（學園守衛）
- 星際少年隊（太空船乘員）
- 圓盤皇女 十二月的小夜曲（露木崎、男B、男子B、男學生）
- 銀河鐵道物語（莫里斯‧施耐德）

2004年
- 學園愛麗絲（烤番薯屋、黑服男、警備員B）
- 現視研（旁白、男子1）
- 極道鮮師（幸田老師）
- （山中保正、鮫八、寺法）
- 七武士（侍B）
- 狂砂小子（給水所的人員）
- DearS（3號）
- 2×2忍傳（忍者5）
- 忘卻的旋律（寶塚的父親）
- 舞-HiME（船員）
- 鋼之鍊金術師（下巴鬍子）
- 洛克人EXE Stream（機械人1、工廠長）

2005年
- 銀盤萬花筒（神之聲、醫生）
- 死神（長髮死神、死神い、死神か、死神け）
- 怪俠索羅利（見習生）

2006年
- 歡迎加入NHK！（黑川和也、藝人）
- 彩雲國物語（姜文仲、老官吏）
- 地上最強新娘（中慈馬光）
- BLACK BLOOD BROTHERS（幹部）
- 血色花園（尼爾·卡斯坦、凱特的父親）
- 數碼寶貝拯救隊（斯奇森教授、小惡魔獸）

2007年
- 偶像大師 XENOGLOSSIA（貓）
- 金色琴弦（音樂科教師）
- 蟲之歌（詩歌的父親）
- 絕望先生（臼井影郎、甚六老師 其他）
- 節哀唷♥二之宮同學（上班族）
- 銀魂（武器商人、老伯、鐵匠）
- 鐵子之旅（車站職員）

2008年
- 紅（男A、學生A、綁架犯、委員會的男性1、九鳳院的男性）
- 圖書館戰爭（榎木）
- 女神異聞錄 ～三位一體之魂～（茅野友幸）
- 波菲的漫長旅程（比爾、叔叔）
- 魔法學園MA（佐藤、羽瀨川博士）
- 破天荒遊戲（管家）
- 向陽素描（搬家工人、神主、智樹、叔叔、車內廣播、主持人）

2009年
- 地下城與勇士（審判）
- 11eyes -罪與罰與贖的少女-（avaritia）
- 鋼殼都市雷吉歐斯（卡魯邦·米德諾特、凡澤爾·哈爾蒂）
- 火影忍者疾風傳（蛤蟆吉）
- 守護甜心！派對！（六花的爸爸）
- 可愛巧虎島
- 白色相簿（男性廣播、記者1、主持人之聲）
- 瑪莉亞†狂熱（旁白）
- 天堂餐館（特奧）

2010年
- 寶石寵物 Twinkle☆（片岡）
- 超級機器人大戰OG -The Inspector-（菲利歐·普雷斯提）
- 女僕咖啡廳（旁白）
- HEROMAN（拉維）
- 變身！公主偶像（金田耕助）

2011年
- TIGER & BUNNY（巴納比·布魯克斯、市長）
- 寶石寵物 Sunshine（龍校長、八木沼、老闆、錦織猿之助、黑衣、弗蘭克、保安官、副校長）
- 偶像大師（占卜師）
- BLOOD-C（古物）
- 海螺小姐（洋介）

2012年
- JoJo的奇妙冒險（羅伯特·E·O·史比特瓦根）
- 新網球王子（田仁志慧）
- 戰國Collection（長官、署長）
- 夏色奇蹟（社長）
- 李洛克的青春全力忍傳（蛤蟆吉）
- 薄櫻鬼 黎明錄（平間重助）
- 緋色的碎片（多萊爾）
- ROBOTICS;NOTES（長深田充彥）

2013年
- 魔王勇者（士官A）
- 幕末義人傳 浪漫（親方、手下、家定）
- 戰勇。（ミーちゃん）
- 寶石寵物 Kira☆Deco！（鶴、黑天使）
- 寶石寵物 Happiness（老闆、食堂大叔、醫療室的老師）
- 蟲奉行（蓋骨）
- 正義凜然！！兼續與慶次（豐臣秀吉）
- 銀狐（歌丸）
- 悠悠哉哉少女日和（螢的父親）
- 東京闇鴉（咒搜官）
- 物語系列 第二季（朽繩先生）

2014年
- 狐仙的戀愛入門（伏見燈日）
- 武士弗拉明戈（怪人）
- Lady 寶石寵物（桃奈的爸爸）
- 戰國BASARA Judge End（磯野員昌）
- 斬！赤紅之瞳（比爾）
- 火星異種（雇用的主持人）

2015年
- 攻殼機動隊 ARISE ALTERNATIVE ARCHITECTURE（パズ[1]）
- 海螺小姐
- Punch Line（石形學）
- GANGSTA.（迪亞哥·蒙特斯）
- 無頭騎士異聞錄 DuRaRaRa!!×2 轉（徒橋喜助）
- 那就是聲優！（聲音娛樂的經紀人）
- 一拳超人（驅動騎士、地底王、眼鏡職員、管家、專家）
- 阿松（大褲衩）[2]
- 金田一少年之事件簿R 第2期（村山智彦）

2016年
- 阿松（聖澤庄之助、聖澤庄之助的16名兄弟、帥哥IT系）
- NORN9 命運九重奏（遠青基久）
- 無頭騎士異聞錄 DuRaRaRa!!×2 結（徒橋喜助）
- 學戰都市Asterisk 第2期（尼可拉斯·恩菲爾德）
- 聖戰刻耳柏洛斯 龍刻的災禍（帕魯帕）
- 鬼牌遊戲（張大明）
- KUROMUKURO（赤城父）
- 田中君總是如此慵懶（鷲塚老師）
- B-PROJECT〜鼓動＊Ambitious〜（二之宮）
- 吸血鬼僕人（城田徹）
- 這個美術社大有問題！（可蕾特爸爸）
- Active Raid－機動強襲室第八課－ 2nd（近藤）
- 路人超能100（客）
- 時間飛船24（機械甲蟲、機械鈴蟲、機械螳螂、龍之飛船、警察王、機械螢火蟲、機械蜘蛛）
- 神裝少女小纏（股長、長官、田河刑事）
- 夏目友人帳 伍（鬍鬚除妖師、凶面）
- 3月的獅子（花岡、記錄員）

2017年
- 時間飛船24（飛船賽車、飛船拳、主婦王、機械猛犸、列奧納多2）
- ACCA13區監察課（歐爾／阿本德）
- 重啟咲良田（津島信太郎）
- 櫻花任務（野毛、博士〈高中生〉）
- 巴哈姆特之怒 VIRGIN SOUL（麵包店）
- 有頂天家族2（服屋店主）
- 梵諦岡奇蹟調查官（貝歇姆醫師）
- 阿松（第2期）（大褲衩、前輩）
- 時間飛船24 逆襲的三惡人（機械甲蟲、螢蟲旋翼、諸說阿里巴巴）
- Code:Realize ～創世的公主～（藍帕爾·雷昂哈特）
- 鬼燈的冷徹 第貳期（葉雞頭）
- 血界戰線 & BEYOND（醫療直升機隊員）
- 3月的獅子 第2期（花岡）

2018年
- 爆肝工程師的異世界狂想曲（ジン・ベルトン）
- 命運石之門0（亞列克西斯·雷斯奇涅）
- 千銃士（ローガン）
- Banana Fish（查爾斯·狄金森[3]、馬納·漢姆）
- 京都寺町三條商店街的福爾摩斯（家頭武史[4]）
- 魔法律事務所（前田[5]）
- DOUBLE DECKER！道格＆基里爾（旁白）
- 隔壁的吸血鬼美眉（燈的父親）
- 我讓最想被擁抱的男人給威脅了。（長谷川次郎）
- 梅露可物語 -無精打采的少年與瓶中少女-（奧魯托斯的父親）
- 妖怪手錶 影之章（聖誕老人）
- 屁屁偵探（大飯桶）
- 深夜！天才妙老爹（情侶的男性）

2019年
- 不吉波普不笑（斯普奇E、刑事）
- 格林筆記 The Animation（惡魔祭司）
- 家有女友（蔦谷聰一郎）
- 荒野的壽飛行隊（約翰）
- 魯邦三世 再見搭檔（カトー）
- Star☆Twinkle 光之美少女（巴凱喵、哈凱喵）
- YU-NO 在這世界盡頭詠唱愛的少女（北條篤、艾修）
- 海盜戰記（雷夫、英國兵、丹麥軍士兵、英國軍士兵）
- BEM（惡人E、吸込男）
- GO!GO! 小金剛
- 放學後桌遊俱樂部（ジョージ・ベレスフォード）
- 超人高中生們即便在異世界也能從容生存！（奧斯卡）
- 入間同學入魔了（別西卜）
- 警視廳 特務部 特殊凶惡犯對策室 第七課 ‑特7‑（秘書〈春日洋介〉）
- 非槍人生NO GUNS LIFE（ヒュー・カニンガム）
- 刀劍神域 Alicization War of Underworld（布里克）
- PSYCHO-PASS心靈判官 3（リー・アキ）

2020年
- pet（健治）
- （園田均）
- 異種族風俗娘評鑑指南（德利貝爾）
- 天晴爛漫！（夏蓮的父親）
- 刀劍神域 Alicization War of Underworld -THE LAST SEASON-（布里克）
- 阿松（第3期）（大褲衩）
- 憂國的莫里亞蒂（莫里亞蒂伯爵）

2021年
- 悠悠哉哉少女日和 Nonstop（螢的父親）
- 阿松（第3期）（あつし、後輩）
- Praeter之傷（先代モリガン）
- 比方說，這是個出身魔王關附近的少年在新手村生活的故事（ミノキ）
- 佐賀偶像是傳奇 捲土重來（主人）
- 漂流少年（隊長）
- 歌劇少女!!（正二）
- 瓦尼塔斯的手札（馬其納侯爵）
- RE-MAIN（ロビー）
- Muv-Luv Alternative（安倍智彥）
- 國王排名（貝賓）
- 無職轉生～到了異世界就拿出真本事～（基斯·努卡迪亞）
- 因為不是真正的夥伴而被逐出勇者隊伍，流落到邊境展開慢活人生（史托姆桑達[6]）
- 名偵探柯南（柏木優）
- 魯邦三世 PART6（米哈伊爾）

2022年
- 東京24區（白樺廣樹）
- 白領羽球部（鮫嶋部長）
- 夏日時光（凸村哲[7]）
- 青之蘆葦（加瀨順）
- Lycoris Recoil 莉可麗絲（吉松信二）
- 來自深淵 烈日的黃金鄉（男、波里幽）
- OVERLORD IV（奧斯科）
- 4個人各自有著自己的秘密（布萊恩老師[8]、ポウピョピポッピョピョパピョプ星人）
- 鏈鋸人（早川父親）
- 福星小子（拳擊社顧問）
- 孤獨搖滾！（妄想的上司）
- SPY×FAMILY間諜家家酒（凱比·坎貝爾）
- BLEACH 千年血戰篇（二枚屋王悅）
- 後宮之烏（琴孝敬）
- 機動戰士GUNDAM 水星的魔女（凱南吉·艾貝里）

2023年
- TechnoRoid 超越意志（先生）
- 虚構推理 Season2（妖怪）
- 海盜戰記 SEASON 2（雷夫[9]）
- 狩火之王（炎千[10]、密醫）
- 為了養老，我要在異世界存8萬枚金幣（萊納子爵）
- 異世界悠閒農家（比傑爾、神殿長）
- 國王排名 勇氣的寶箱（貝賓[11]）
- 神奇柑仔店（關之瀨和彥）
- 屍體如山的死亡遊戲（幅木秀秋）
- BLEACH 千年血戰篇 -訣別譚-（二枚屋王悅）
- 葬送的芙莉蓮（艾冉[12]）
- ONE PIECE（天成）
- 鴨乃橋論的禁忌推理（十文字匠）
- 川越男子歌唱團（太鼓隊）
- 堤亞穆帝國物語～從斷頭台開始，公主重生後的逆轉人生～（馬可）
- 靠著魔法藥水在異世界活下去！（奧拉姆伯爵）

2024年
- 貼滿！小狗（吉娃崎、審查犬）
- 明治擊劍-1874-（小山内秀信）
- 外科醫生愛麗絲（艾爾·德·羅蘭）
- 七大罪 啟示錄四騎士（菲迪克）
- 因為不是真正的夥伴而被逐出勇者隊伍，流落到邊境展開慢活人生 2nd（史托姆桑達）
- 最弱魔物使開始了撿垃圾之旅。（法爾特里亞伯爵）
- 金屬口紅（公團理事）
- 怪人的沙拉碗（草薙勳[13]）
- 魔法科高中的劣等生 第3期（名倉三郎）
- 轉生為第七王子，隨心所欲的魔法學習之路（利奇、波爾卡）
- 殺手寓言（ちっち的老闆）
- 怪獸8號（長嶺環治）
- 終末的火車前往何方？（常盤莊A氏）
- 無職轉生II～到了異世界就拿出真本事～（基斯·努卡迪亞）
- 關於我轉生變成史萊姆這檔事 第3期（卡扎克）
- 異世界自殺突擊隊（捕鼠人[14]）
- 唯願來世不相識（染井蓮二[15]）

2025年
- 一桿青空（茜真道）
- 來到棒球場捕捉我吧！（中泉[16]）
- 我是星際國家的惡德領主！（布萊安[17]）
- 鬼人幻燈抄（喜兵衛的店主[18]）
- 和雨·和你（辰雄[19]）
- 阿松（第4期）（大褲衩[20]）
- 去唱卡拉OK吧！（外星人[21]）

2026年
- 葬送的芙莉蓮（第2期）（艾冉[22]）
- 判處勇者刑 懲罰勇者9004隊刑務紀錄（諾魯卡由·聖利茲[23]）

時期未定
- BLACK TORCH 闇黑燈火（羅睺[24]）

### 网络动画
2020年
- 超级七龙珠群雄 暗黑魔界特别篇（梅奇卡普拉）

### OVA
2006年
- 網球王子（田仁志慧）
- 厄夜怪客（圓桌會議要員）

2007年
- 死之少女（刑事尼爾）

2008年
- 獄・絕望先生（臼井影郎）

2009年
- 灼眼的夏娜S（準子之父）

2015年
- 一拳超人 #00「英雄的道路」（博士）
- 一拳超人 #01「過於鬼祟接近的影子」（男B）

2016年
- 一拳超人 #02「話太多的弟子」（頓·帕西諾）
- 黑色五葉草（神父）※試作版、第11卷漫畫附OAD

2020年
- ACCA13區監察課 Regards（歐魯）[25]

### 劇場版動畫
2019年
- 阿松 劇場版（大褲衩）

2022年
- 阿松～希皮波族與閃耀果實～（大褲衩）

2023年
- 阿松～靈魂的章魚燒派對與傳說的夜宿活動～（大褲衩）

2025年
- MAKE A GIRL（高峰庄一[26]）

### 遊戲
2008年
- 白騎士物語

2010年
- 薄櫻鬼 黎明錄（平間重助）

2012年
- ROBOTICS;NOTES（長深田充彥）

2017年
- 超级七龙珠群雄（梅奇卡普拉）

2020年
- BLEACH Brave Souls（二枚屋王悦）
- 賽博朋克2077（傑克·威爾斯）

### 廣播劇CD
- 小書痴的下剋上：為了成為圖書管理員不擇手段！
  - 廣播劇CD7（奧伯・戴肯弗爾格、休特朗、金色蘇彌魯[27]）
  - 廣播劇CD9（奧伯・戴肯弗爾格、休特朗[28]）
  - 廣播劇CD10（奧伯・戴肯弗爾格、休特朗[29]）

## 外部連結
- 所属事務所官方簡歷（页面存档备份，存于）
- 上田燿司、永島由子のふたりごと（页面存档备份，存于）